# ФК Барейрензе
„Барейрензе“ (на португалски: Futebol Clube Barreirense) – португалски футболен клуб от град Барейру в окръг Сетубал, на около 20 км. от Лисабон. Клубът е основан на 11 април 1911 година. Домакинските си срещи играе на стадион „Кампа да Вердерена“, с капацитет 1500 зрители. В Примейра лига клубът играе общо 24 сезона, а най-доброто му представяне е 4-то место през сезон 1969/70. В клубът се практикуват още шахмат, кикбокс и гимнастика.

## Успехи
- Купа на Португалия
  -  Финалист (2): 1929/30, 1933/34
- II Дивизиао (2 дивизия)
  -  Шампион (7): 1942/43, 1950/51, 1959/60, 1961/62, 1966/67, 1968/69, 2004/2005
- III Дивизиао – Серия F: (4 Дивизия)
  -  2 място (1): 1980/81
- „ФПФ“ Купа (Втора Дивизия)
  -  Носител (1):1976–77
- Купа Рибейру Дос Рейс
  -  Финалист (1): 1967–68

## Участие в европейските клубни турнири
| Сезон                              | Турнир                     | Кръг | Страна | Клуб            | Резултат |
| ---------------------------------- | -------------------------- | ---- | ------ | --------------- | -------- |
| Купа на Панаирните градове 1970/71 | Купа на Панаирните градове | 1R   |        | Динамо (Загреб) | 2-0, 1-6 |

- 1R – първи кръг

## Български футболисти
- Шибил Чешмеджиев: 1996/97
- Христо Гоговски: 2016/17 (25 мача - 0 гола)

## Известни играчи
- Марку Айроза
- Кали
- Нелиньо
- Мануел Бенту
- Жозе Аугушту
- Адолфу Калисто
- Карлуш Мануел
- Нено
- Йоруба Пинту